# Kendall (Wisconsin)
Kendall – miasto w Stanach Zjednoczonych, w stanie Wisconsin, w hrabstwie Lafayette.